# Polsat
Polsat es un canal de televisión privado de Polonia, perteneciente a Telewizja Polsat. Se trata de un canal generalista que emite informativos, programas de entretenimiento, series y telerrealidad.

## Historia
El canal inició sus emisiones en pruebas el 1 de diciembre de 1992, aunque sus emisiones oficiales comenzaron el 5 de diciembre de 1992. PolSat comenzó a emitir desde un estudio en Hilversum, Países Bajos con el transmisor satelital analógico Eutelsat II F 3, en órbita 16°E. La decisión de emitir desde Países Bajos se debía a que era la única manera de llegar a los espectadores polacos sin violar la ley vigente en Polonia en ese momento.
Inicialmente, el canal cubría el 20% del país, pero se consideró atractivo para los anunciantes, ya que la mayoría de sus espectadores se encontraban en las grandes ciudades, tenían una sobrerrepresentación significativa de menores de 50 años y tenían ingresos más altos. El propietario y principal fundador de la cadena de televisión, Zygmunt Solorz-Żak, planeó inicialmente ubicar la sede en Breslavia tras la modificación de la normativa de radio y televisión. Finalmente, la sede se ubicó en Varsovia.
El 5 de octubre de 1993, el canal recibió una licencia del Consejo Nacional de Radiodifusión para emitir vía terrestre en Polonia. El 27 de enero de 1994, el canal recibió una licencia de televisión comercial nacional, superando a los competidores locales e internacionales. Finalmente, PolSat fue el primer canal de televisión privado de Polonia, rompiendo el monopolio de la televisión pública que hasta entonces tenía TVP.
El 1 de octubre de 1994, el canal pasó a llamarse Polsat, su denominación actual y aumentó su horario de emisión a 16 horas diarias. Anteriormente, el canal emitía 4 horas diarias, ampliadas después a 8 horas diarias.
Polsat empezó a adquirir más contenido de productoras internacionales más rentables, mientras que TVP respondió modificando su horario de máxima audiencia para ser más competitivo. Desempeñó un papel fundamental en la difusión del género musical disco polo gracias a Disco Relax, lo que propició la creciente popularidad de artistas destacados del género.
A medida que avanzaba la década, Polsat comenzó a cosechar cada vez más éxitos, tanto nacionales como internacionales, gracias a sus programas de entretenimiento, concursos y series. En junio de 1998, se firmó un contrato con ejecutivos de 20th Century Fox en Los Ángeles, lo que permitió a Polsat convertirse en la primera cadena de televisión del mundo en emitir Titanic, con un contrato de 500.000 dólares estadounidenses.
Polsat se trasladó a sus instalaciones actuales en 2002.
Desde sus inicios, Polsat emite conciertos, eventos y galas. El 27 de febrero de 2006, el canal estrenó una nueva imagen corporativa y, desde 2006, Polsat emite la gala de Nochevieja, con la aparición de celebridades. Desde 2007, el canal emite las carreras de Fórmula 1.
El 1 de abril de 2008, el canal empezó a emitir en HD. Desde 2010, Polsat emite las 24 horas del día.
Una de las 96 personas fallecidas en el Accidente del Tu-154 de la Fuerza Aérea de Polonia fue Piotr Nurowski, quien había trabajado con Polsat desde sus inicios y contribuyó a establecer relaciones con Eutelsat en 1992. Polsat fue responsable de la producción del funeral presidencial, que se gestionó conjuntamente con TVP y TVN.
El 19 de diciembre de 2011, el canal empezó a emitir en formato 16:9 y el 23 de julio de 2013, Polsat desconectó los últimos transmisores terrestres analógicos. Desde entonces, el canal emite en televisión digital terrestre.
Desde el 15 de septiembre de 2020, Polsat emite en las plataformas Polsat Go y Polsat Box Go.
El 30 de agosto de 2021, el canal adoptó su actual imagen corporativa.

## Programación
- Wydarzenia
- Nowy dzień
- Interwencja
- Państwo w państwie
- halo tu polsat
- Kabaret na żywo
- Pierwsza miłość
- Przyjaciółki
- Malanowski. Nowe rozdanie
- Dlaczego ja?
- Gliniarze
- Na ratunek 112
- Trudne sprawy
- Awantura o kasę
- Milionerzy
- Dancing with the Stars. Taniec z gwiazdami
- Twoja twarz brzmi znajomo
- Farma
- Ninja Warrior Polska
- Moja mama i twój tata
- Nasz nowy dom
- Siły specjalne Polska

## Canales hermanos
Polsat pertenece a Telewizja Polsat, quien también posee los siguientes canales:
- Polsat 2: canal que emite repeticiones de programas ya emitidos en Polsat, noticias, series, programas de entretenimiento y telerrealidad. Emite desde el 1 de marzo de 1997.
- Super Polsat: canal que emite programas de Polsat con subtítulos y lengua de signos. Emite desde el 2 de enero de 2017.
- Polsat Rodzina: canal dirigido al público familar, emitiendo series, películas y programas de entretenimiento. Emite desde el 16 de octubre de 2018.
- TV4: canal que emite series, películas, programas de entretenimiento y programas culturales. Emite desde el 1 de abril de 2000.
- TV6: canal que emite programas de entretenimiento, telerrealidad, concursos, series, comedia y música. Emite desde el 30 de mayo de 2011.
- Nowa TV: canal que emite películas, series, documentales, programas de entretenimiento, noticias y actualidad. Emite desde el 9 de noviembre de 2016.
- Polsat Sport Premium 1: canal deportivo. Emite desde el 21 de agosto de 2018.
- Polsat Sport Premium 2: canal deportivo. Emite desde el 21 de agosto de 2018.
- Polsat Sport Premium 3 PPV: canal deportivo. Emite desde el 21 de agosto de 2018.
- Polsat Sport Premium 4 PPV: canal deportivo. Emite desde el 21 de agosto de 2018.
- Polsat Sport Premium 5 PPV: canal deportivo. Emite desde el 21 de agosto de 2018.
- Polsat Sport Premium 6 PPV: canal deportivo. Emite desde el 21 de agosto de 2018.
- Polsat Sport 1: canal deportivo. Emite desde el 11 de agosto de 2000.
- Polsat Sport 2: canal deportivo. Emite desde el 15 de octubre de 2005.
- Polsat Sport 3: canal deportivo. Emite desde el 30 de mayo de 2011.
- Polsat Sport Fight: canal deportivo especializado en la lucha y artes marciales. Emite desde el 1 de agosto de 2016.
- Eleven Sports: la señal polaca del canal pertenece a Telewizja Polsat.
- Polsat Games: canal especializado en los videojuegos, deportes electrónicos y anime. Emite desde el 1 de octubre de 2018.
- Polsat Film: canal de películas. Emite desde el 2 de octubre de 2009.
- Polsat Film 2: canal de películas. Emite desde el 1 de abril de 2021.
- Polsat Seriale: canal de series. Emite desde el 6 de abril de 2020.
- Polsat Comedy Central Extra: canal de series especializado en comedia. Emite desde el 3 de marzo de 2020.
- Polsat Play: canal dirigido al público masculino. Emite desde el 1 de mayo de 2007.
- Polsat Doku: canal de documentales. Emite desde el 10 de febrero de 2017.
- Polsat X: canal que emite series y películas. Emite desde el 1 de abril de 2021.
- Crime + Investigation Polsat: canal que emite programas relacionados con el crimen, la investigación y el misterio. Emite desde el 1 de marzo de 2010.
- Fokus TV: canal que emite documentales, telerrealidad, revistas de divulgación científica, series y películas. Emite desde el 28 de abril de 2014.
- Polsat News: canal de noticias. Emite desde el 7 de junio de 2008.
- Polsat News 2: canal de noticias. Emite desde el 9 de junio de 2014.
- Wydarzenia 24: canal de noticias. Emite desde el 1 de septiembre de 2021.
- Polsat News Polityka: canal de noticias especializado en política. Emite desde el 10 de enero de 2024.
- Polsat 1: canal internacional dirigido a la diáspora polaca. Emite desde el 18 de diciembre de 2015.
- Polsat Café: canal dirigido al público femenino. Emite desde el 6 de octubre de 2008.
- Polsat Reality: canal que emite series y programas de telerrealidad. Emite desde el 1 de abril de 2021.
- Polsat Music: canal musical especializado en pop y rock. Emite desde el 26 de mayo de 2017.
- Disco Polo Music: canal musical especializado en disco polo. Emite desde el 1 de mayo de 2014.
- Eska TV: canal musical. Emite desde el 8 de agosto de 2008.
- Eska TV Extra: canal musical. Emite desde el 16 de junio de 2017.
- Eska Rock TV: canal musical especializado en rock. Emite desde el 1 de septiembre de 2017.
- Polo TV: canal musical. Emite desde el 7 de mayo de 2011.
- Vox Music TV: canal musical especializado en disco polo, dance y pop. Emite desde el 28 de abril de 2014.
- 4fun.tv: canal musical con programas de entretenimiento y dirigido al público juvenil. Emite desde el 14 de febrero de 2004.
- 4fun Dance: canal musical especializado en disco polo y dance. Emite desde el 27 de septiembre de 2011.
- 4fun Kids: canal musical dirigido al público infantil y adolescente. Emite desde el 12 de agosto de 2014.
- TV Okazje: canal de teletienda. Emite desde el 2 de octubre de 2017.

## Imagen corporativa

1992 - 1994
1994 - 2003
2003 - 2004
2004 - 2005
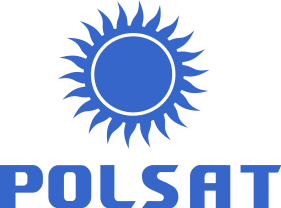
2005 - 2006
2006 - 2021
Desde 2021